# سفارت لتونی در مسکو
سفارت لتونی در مسکو (به لاتین: Embassy of Latvia) یک سفارت در روسیه است که در مسکو واقع شده‌است.